# Championnat de la CONCACAF 1969
Navigation
Honduras 1967 Trinité-et-Tobago 1971
Le championnat de la CONCACAF 1969 est la 4e édition du championnat des nations de la CONCACAF. Le Costa Rica organise le tournoi final dans la ville de San José.

## Formule
Le Costa Rica (organisateur) ainsi que le Guatemala (tenant du titre) sont qualifiés automatiquement pour le tournoi final.
Elles sont rejointes par les équipes gagnantes des barrages. 10 équipes postulant à la qualification, 5 barrages aller-retour sont donc constitués, les gagnants se qualifient pour le tournoi final.
À noter que le match Haïti-États-Unis compte également pour les éliminatoires de la Coupe du monde 1970.
Haïti se qualifie d'un côté pour la finale des éliminatoires de la zone CONCACAF pour Coupe du monde 1970 mais de l'autre il ne peut participer au tournoi final du championnat continental en raison de son inscription trop tardive.

## Matchs de qualification
- 20 avril 20 1969, Port-au-Prince, Haïti –  Haïti 2 - 0  États-Unis

11 mai 1969, San Diego, États-Unis –  États-Unis 0 - 1  Haïti
Haïti se qualifie mais, ayant renvoyé son formulaire d'inscription pour le tournoi final après la date limite, il se trouve exclu de la compétition.
- 21 octobre 1969, Mexico, Mexique –  Mexique 3 - 0  Bermudes

2 novembre 1969, Hamilton, Bermudes –  Bermudes 2 - 1  Mexique
Le Mexique se qualifie avec un score cumulé de 4-2.
- 11 avril 1969, Kingston, Jamaïque –  Jamaïque 1 - 1  Panama

11 mai 1969, Kingston, Jamaïque –  Panama 1 - 2  Jamaïque
La Jamaïque se qualifie avec un score cumulé de 3-2.
- Le Honduras est disqualifié en raison de la Guerre de Cent Heures avec le Salvador, l'équipe des Antilles néerlandaises est repêchée pour le remplacer.

- Le Salvador est disqualifié en raison de la Guerre de Cent Heures avec le Honduras, l'équipe de Trinité-et-Tobago est repêchée pour le remplacer.

## Tournoi final

### Stade
Le tournoi final se joue intégralement au Stade national de San José d'une capacité de 25 000 spectateurs.

### Classement
| Rang | Équipe                 | Pts | J | G | N | P | BP | BC | Diff |
| ---- | ---------------------- | --- | - | - | - | - | -- | -- | ---- |
| 1    | Costa Rica             | 9   | 5 | 4 | 1 | 0 | 13 | 2  | 11   |
| 2    | Guatemala              | 8   | 5 | 3 | 2 | 0 | 10 | 2  | 8    |
| 3    | Antilles néerlandaises | 5   | 5 | 2 | 1 | 2 | 9  | 12 | -3   |
| 4    | Mexique                | 4   | 5 | 1 | 2 | 2 | 4  | 5  | -1   |
| 5    | Trinité-et-Tobago      | 3   | 5 | 1 | 1 | 3 | 4  | 12 | -8   |
| 6    | Jamaïque               | 1   | 5 | 0 | 1 | 4 | 3  | 10 | -7   |

| 23 novembre 1969 | Costa Rica                                       | 3 - 0 | Jamaïque | Costa Rica          |                     |
|                  | Álvaro Cascante Roy Sáenz Edwin Dawkins (c.s.c.) |       |          | Spectateurs : 7 389 | Spectateurs : 7 389 |

| 27 novembre 1969 | Guatemala               | 2 - 0 | Trinité-et-Tobago | Costa Rica |
|                  | Tomás Gamboa Marco Fión |       |                   |            |

| 27 novembre 1969 | Mexique                            | 2 - 0 | Jamaïque | Costa Rica |
|                  | Francisco Mancilla Alfonso Sabater |       |          |            |

| 27 novembre 1969 | Costa Rica                  | 2 - 1 | Antilles néerlandaises | Costa Rica |  |
|                  | Jaime Grant Álvaro Cascante |       | Croens                 |            |  |

| 29 novembre 1969 | Guatemala                                                           | 6 - 1 | Antilles néerlandaises | Costa Rica |  |
|                  | Armando Melgar (3) Daniel Salamanca Rolando Valdez Mortimor Meulens |       | Regales                |            |  |

| 30 novembre 1969 | Trinité-et-Tobago                            | 3 - 2 | Jamaïque                     | Costa Rica |  |
|                  | Everald Cummings Keith Douglas Ulrich Haynes |       | Delroy Scott Joshua Hamilton |            |  |

| 30 novembre 1969 | Costa Rica               | 2 - 0 | Mexique | Costa Rica |
|                  | Carlos Santana Roy Sáenz |       |         |            |

| 2 décembre 1969 | Antilles néerlandaises | 3 - 1 | Trinité-et-Tobago | Costa Rica |  |
|                 | Loefstok (2) Martijn   |       | Ulrich Haynes     |            |  |

| 2 décembre 1969 | Guatemala  | 1 - 0 | Mexique | Costa Rica |
|                 | Marco Fión |       |         |            |

| 4 décembre 1969 | Antilles néerlandaises  | 2 - 2 | Mexique                    | Costa Rica |  |
|                 | Adelbert Toppenberg (2) |       | José Crespo Leopoldo Barba |            |  |

| 4 décembre 1969 | Guatemala | 0 - 0 | Jamaïque | Costa Rica |  |
|                 |           |       |          |            |  |

| 4 décembre 1969 | Costa Rica                      | 5 - 0 | Trinité-et-Tobago | Costa Rica |
|                 | Víctor Ruiz (4) Wálter Elizondo |       |                   |            |

| 6 décembre 1969 | Antilles néerlandaises | 2 - 1 | Jamaïque     | Costa Rica |  |
|                 | Regales Martijn        |       | Henry Largie |            |  |

| 7 décembre 1969 | Mexique | 0 - 0 | Trinité-et-Tobago | Costa Rica |  |
|                 |         |       |                   |            |  |

| 7 décembre 1969 | Costa Rica       | 1 - 1 | Guatemala  | Costa Rica |  |
|                 | Vicente Wanchope |       | Marco Fión |            |  |

| Vainqueur de la Coupe des nations de la CONCACAF 1967 |
| ----------------------------------------------------- |
| Costa Rica 2e titre                                   |

## Classement des buteurs
4 buts
- Víctor Ruiz

3 buts
- Marco Fión
- Armando Melgar

2 buts
- Álvaro Cascante
- Roy Sáenz
- Jaime Grant
- Regales
- Loefstok
- Martijn
- Adelbert Toppenberg
- Ulrich Haynes

1 but
- Carlos Santana
- Wálter Elizondo
- Vicente Wanchope
- Tomás Gamboa
- Daniel Salamanca
- Rolando Valdez
- Mortimor Meulens
- Croens
- Francisco Mancilla
- Alfonso Sabater
- José Crespo
- Leopoldo Barba
- Everald Cummings
- Keith Douglas
- Delroy Scott
- Joshua Hamilton
- Henry Largie

Contre son camp
- Edwin Dawkins (pour le Costa Rica)

## Sources et liens externes
- (en) Cet article est partiellement ou en totalité issu de l’article de Wikipédia en anglais intitulé « 1969 CONCACAF Championship » (voir la liste des auteurs).
- Notes, infos et feuilles de matchs sur RSSSF